# Хахлёв, Алексей Алексеевич
Алексе́й Алексе́евич Хахлёв (укр. Олексі́й Олексі́йович Хахльов; род. 6 февраля 1999, Острог, Ровненская область — украинский футболист, полузащитник клуба «Полтава». Сын футбольного функционера Алексея Хахлёва.

## Клубная карьера
Воспитанник клубной академии «Динамо» (Киев). 8 февраля 2017 года подписал контракт с испанским «Алавесом». 1 октября 2018 года арендован клубом «Сан-Игнасио» (Витория-Гастейс) из 5 группы Терсеры сроком до 30 июня 2019 года
В январе 2020 года подписал двухлетний контракт со львовскими «Карпатами».

## Карьера в сборной
В 2019 году поехал с командой U-20 на молодёжный чемпионат мира в Польше, в составе сборной стал чемпионом мира.

## Достижения

### Командные
«Заря» (Луганск)
- Бронзовый призёр чемпионата Украины: 2022/23

Сборная Украины (до 20 лет)
- Чемпион мира среди молодёжных сборных: 2019

### Награды
- Орден «За заслуги» III степени (2019)[8]